# КК Палаканестро Петрарка Падова
КК Палаканестро Петрарка Падова (итал. Pallacanestro Petrarca Padova), је италијански аматерски кошаркашки клуб са седиштем у Падови, Венеција. Игра у четвртој лиги Серије Ц од сезоне 2015/16.

## Историја
Клуб је играо у првој лиги Серије А од 1959. до 1969. године и од 1971. до 1973. године, а од 1993. до 1997. године учествовао је у друголигашком Серији А2.
У јулу 2015. године Петрарка Падова се удружила са Про Паце Палацанестро Мортисеом да би формирала нови клуб.

## Познати играчи
- Ренцо Баривијера
- Декстер Кембриџ
- Роберто Кијачиг
- Џон Фокс
- Чед Гиласпи
- Радивој Кораћ - Најбољи стрелац ФИП шампионата Серије А за мушкарце 1968-1969 са 581 поеном
- Даг Мо - Најбољи стрелац ФИП шампионата Серије А за мушкарце 1965-1966 са 674 поена
- Денис Марконато
- Дерен Монингстар

## Главни тренери
- Александар Николић
- Иван Мразек

## Достигнућа

### Национална такмичења
- Серија Б Италије у кошарци: 1

Серији Б − 1956/57.
- Серија А - Група A: 1

Серија А − 1958/59.
- Првенство Италије у Серији Б - Група А: 1

Серији Б − 1970/71.

### Такмичења младих
- 4. титуле првака јуниорске категорије (1957, 1958, 1959, 1967).